# هيكتور فرنانديز أغيري
هيكتور فرنانديز أغيري (بالإسبانية: Héctor Fernández Aguirre)‏ هو سياسي مكسيكي، ولد في 5 أغسطس 1943 في توريون في المكسيك. حزبياً، نشط في الحزب الثوري المؤسساتي. وقد انتخب عضو مجلس النواب المكسيك.